# Tomáš Janovic
Tomáš Janovic (22. května 1937, Bratislava, Slovensko – 14. prosince 2023) byl slovenský spisovatel, novinář, textař, básník, autor rozhlasových, televizních, divadelních her a autor literatury pro děti a mládež.

## Život
Tomáš Janovic se narodil v rodině úředníka a vzdělání získal v Bratislavě a v Košicích, posléze však znovu v Bratislavě, kde vystudoval Filozofickou fakultu Univerzity Komenského, odbor slovenština a dějepis. Po ukončení studií nastoupil do redakce satirického časopisu Roháč, kde pracoval v letech 1960–1991. Od roku 1991 se věnoval profesionálně literární tvorbě. Zemřel po dlouhém boji s nemocí ve věku 86 let 14. prosince 2023.

## Tvorba
Svoje díla začal publikovat v časopise Roháč už v roce 1954,
knižní debut mu vyšel v roce 1959. Věnoval se tématům jako jsou generační problémy, období válek, rasové pronásledování a další. Tematicky často čerpal ze vzpomínek na vlastní dětství a mládí, které se snažil literárně zachytit. Používal velmi jednoduchý a prostý jazyk, volný verš doplněný zejména o výborný vypravěčský talent a satirické myšlení.

## Ocenění
- 1971 – Stříbrná Bratislavská lyra – text písně Orfeus a Eurydika
- 1973 – Stříbrná Bratislavská lyra – text písně Chvála humoru
- 1979 – Cena vydavatelství Mladé letá za knížku Drevený tato
- 1980 – Cena vydavatelství Mladé letá
- 1982 – Cena Svazu slovenských spisovatelů za knihu Jeleňvízor
- 1983 – Cena Svazu slovenských spisovatelů
- 1984 – Zápis na Čestnou listinu IBBY s knihou Drevený tato a jeho rozprávkové varechy
- 1985 – Zápis na Čestnou listinu H. Ch. Andersena
- 1985 – Cena z Haškovy Lipnice
- 1987 – Cena trojruža
- 2006 – Cena Dominika Tatarky za rok 2005 za knihu Maj ma rád
- 2017 – byl oceněn prezidentem Slovenské republiky Andrejem Kiskou Řádem Ľudovíta Štúra II. třídy.[2]

## Dílo

### Tvorba pro dospělé
- 1959 – Život je biely holub, sbírka básní
- 1962 – Epigramatika, sbírka aforismů a epigramů
- 1965 – Podpisy analfabetov, sbírka aforizmů, epigramů a satirických próz
- 1969 – Posledná večera, soubor krátkých próz , aforizmů a dialogů
- 1983 – Óda po zet
- 1986 – Ko(z)mické piesne
- 1987 – Od ucha k (d)uchu, široký výběr textů publikovaných v sbornících a časopisech
- 1991 – Moje najmilšie hriechy
- 1993 – Smutné anekdoty
- 1995 – Najsmutnejšie anekdoty
- 1996 – Ruka majstra
- 1998 – Okrídlená klietka (spoluautor Pavel Vilikovský)
- 2001 – Dostal rozum
- 2003 – Nikoho nezabije
- 2004 – Je taký
- 2005 – Maj ma rád

### Tvorba pro děti a mládež
- 1963 – Malá samoobsluha dílo s kombinací poezie a prózy
- 1965 – O cestovaní nosa Dlhonosa z paneláku na Island leporelo
- 1968 – (Ne)ukradni tri vajcia, knížka moderních pohádek (spoluautor Marián Vanek)
- 1973 – Zakopol som o kalamár, sbírka veršovaných miniatur
- 1975 – Zvieratká na dvore, leporelo
- 1975 – Rozprávkové varechy
- 1977 – Dín a Dán
- 1979 – Drevený tato
- 1982 – Jeleňvízor
- 1982 – Drevený tato a jeho rozprávkové varechy, souborné vydání trilogie
- 1983 – My sme majstri nad majstrov
- 1985 – Snehuliaci
- 1986 – Kto sa nehrá, z kola von
- 1987 – Les
- 1993 – Kráľovná krásy
- 2001 – Veselá knižka do prvej lavice

### Scénáře
- 1967 – Posvieťme si na seba, sborník estrádních materiálů
- 1968 – Soireé, divadelní inscenace, ve které byly použity jeho texty a písně
- 1969 – Radostná správa, divadelní inscenace, ve které byly použity jeho texty a písně
- 1972 – O žuvačkovom kráľovstve, rozhlasová hra pro děti
- 1974 – Vzducholoď, hra se zpěvy a tanci (spoluautor Vlado Bednár)
- 1977 – Požičaná gitara, rozhlasová hra (spoluautor Vlado Bednár)
- 1979 – Kľúčikové kráľovstvo, rozhlasová hra (spoluautor Vlado Bednár)
- 1982 – Rozprávkové kráľovstvo, rozhlasová hra (spoluautor Vlado Bednár)
- Soľ zeme, scénář televizního hudebně-zábavného programu
- Husle a cimbal, scénář televizního hudebně-zábavného programu
- Drevený program, scénář televizního hudebně-zábavného programu
- My sme malí muzikanti

### Jiná díla
- 1987 – Kniha sťažností antologie české básnické satiry (česky : Kniha stížností)
- 1988 – Čítanie z ruky, překlad z češtiny; výběr z poezie J. Čejky (česky: Čtení z ruky)
- 2007 – Humor ho! – Rozhovory s Jánom Štrasserom a iné texty – Albert Marenčin – PT, ISBN 978-80-89218-48-6